# Francesca Dani
Francesca Aurora Dani, née le 5 mars 1979 à Florence, est un mannequin italien.

## Biographie
Se destinant tout d'abord à une carrière de styliste, elle a commencé en 1998 à faire du cosplay, réalisant elle-même ses costumes, et remportant un grand succès en Europe et au Japon.